# Museo Abbe

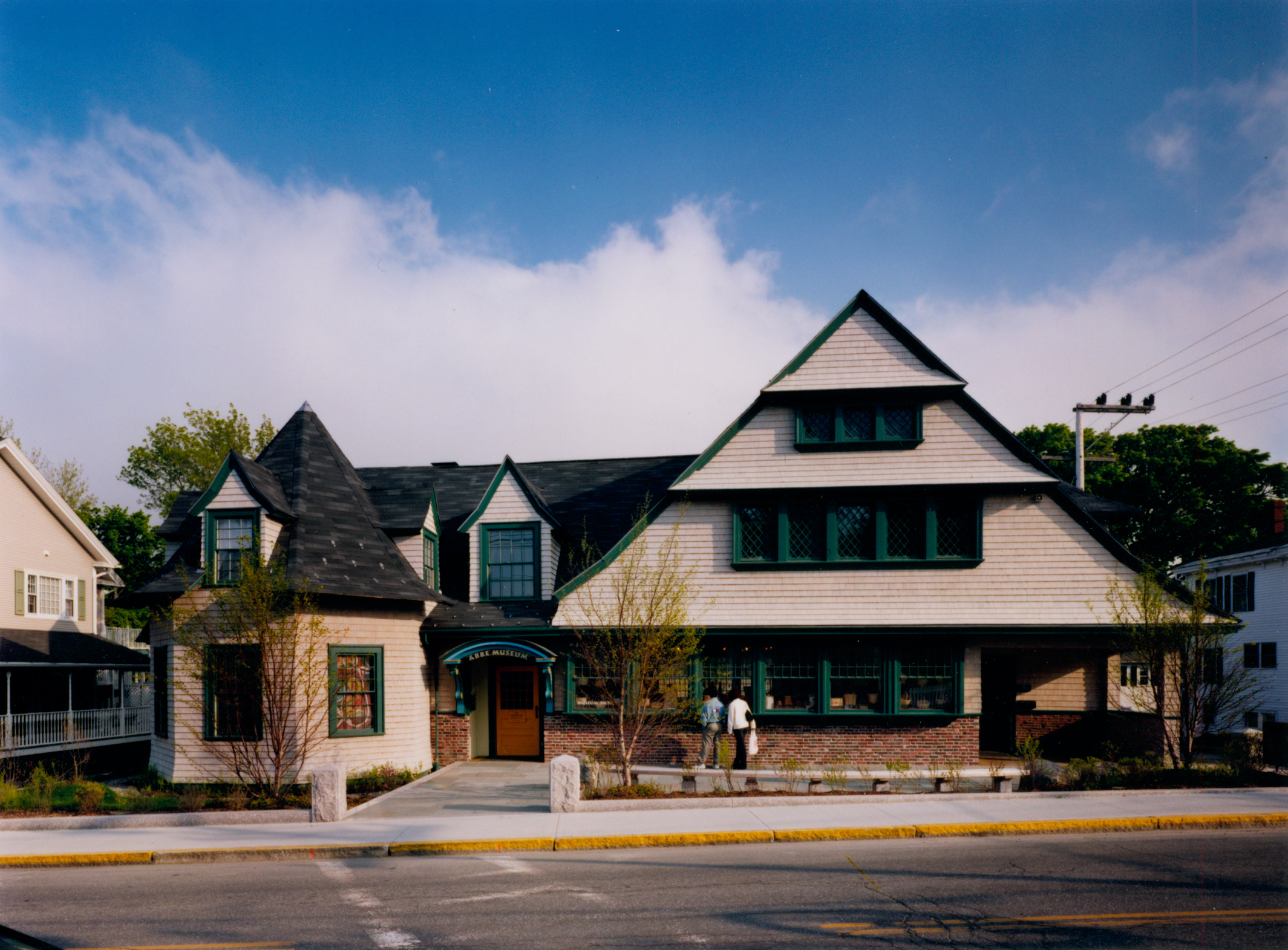
Fachada del Museo Abbe

El Abbe Museum es un museo etnográfico fundado por el cirujano y médico radiólogo estadounidense Robert Abbe. Se encuentra en la localidad de Bar Harbor, Maine, Estados Unidos.

## Historia
Abierto al público en 1926, poco antes de la muerte de su fundador en 1928, el museo expone 50000 objetos arqueológicos y utensilios representativos de los últimos 10000 años de historia y cultura de los nativos americanos.